# Omer (đơn vị)
Omer (tiếng Hebrew: עֹ֫מֶר 'ōmer) là một đơn vị đo lường khô của người Do Thái cổ đại được sử dụng trong thời đại Đền thờ ở Jerusalem. Nó được sử dụng trong Kinh thánh như một đơn vị khối lượng cổ xưa đo ngũ cốc và hàng hóa khô, và Torah đề cập đến tương đương với một phần mười của mộ ephah. Theo Bách khoa toàn thư Do Thái (1906), một ephah được định nghĩa bằng 72 log và log bằng với mina Sumer, bản thân nó được định nghĩa là một phần sáu của một maris; các omer là như vậy tương đương với khoảng 12⁄100 của một maris. Maris được định nghĩa là lượng nước có trọng lượng tương đương với một talent hoàng gia nhẹ, và do đó tương đương với khoảng 30,3   lít, làm cho omer bằng khoảng 3,64 lít. Kinh Thánh học Do Thái (2014), tuy nhiên, đặt omer vào khoảng 2,3 lít.
Trong các tiêu chuẩn đo lường truyền thống của người Do Thái, omer tương đương với sức chứa của 43,2 quả trứng, hay còn gọi là một phần mười của một ephah (ba seah). Trong trọng lượng khô, omer nặng từ 1,560 kg. đến 1.770 kg., là số lượng bột cần thiết để tách từ việc cung cấp bột.
Từ omer đôi khi được dịch là sheaf - cụ thể, một lượng hạt đủ lớn để đạt yêu cầu bó được. Đoạn kinh thánh của manna mô tả Chúa là người hướng dẫn dân Israel thu thập mỗi người một omer trong lều, ngụ ý rằng mỗi người có thể ăn một món khai vị manna mỗi ngày. Trong Chỉ thị của Moses (Torah bằng tiếng Hebrew), ý nghĩa chính của omer là việc chào bán truyền thống một omer của lúa mạch vào ngày sau ngày Sa-bát, hoặc theo góc nhìn của Pharisêu và giáo sĩ Do Thái, vào ngày thứ hai của lễ Vượt Qua trong tiệc bánh không men (trong thời kỳ tế lễ Đền thờ) cũng như truyền thống của Bá tước Omer (sefirat ha'omer) - 49 ngày giữa lễ hiến tế này và hai ổ lúa mì được dâng vào ngày lễ Shavuot.
Người Do Thái ở Lancaster, Pennsylvania đã sử dụng một bảng omer từ khoảng năm 1800 để theo dõi những ngày thu hoạch giữa Lễ Vượt Qua và Lễ Ngũ Tuần. Một ví dụ về một bảng như vậy tồn tại tại Trung tâm Nghiên cứu Do Thái nâng cao Herbert D. Katz tại Đại học Pennsylvania.